# Vonå (Kibæk)
För andra betydelser, se Vonå.
Vonå är ett vattendrag i Danmark.   Det ligger i Region Mittjylland, i den västra delen av landet, 240 km väster om huvudstaden Köpenhamn. Ån börjar i samhället Kibæk i Hernings kommun och flyter mot sydväst till Vorgod Å i Ringkøbing-Skjerns kommun.